# امباركه بنت البراء
امباركه بنت البراء (الاسم الأول يكتب أحيانا باته، وأحيانا امباركه منت البراء) من مواليد 1957 في موريتانيا وهي أديبة ومترجمة مرموقة.

## السيرة الذاتية
نشأت بنت البراء وترعرعت في مقاطعة المذرذره، ودرست في المدارس الحكومية قبل أن تتخرج أستاذة من المعهد العالي للأساتذة بنواكشوط عام 1983. في عام 1987 نالت درجة الماجستير في الآداب المغربية والأندلسية من جامعة محمد الخامس بالمملكة المغربية. تدرس في المدرسة العليا للتعليم. تعد بنت البراء ثنائية اللغة؛ حيث تتقن اللغتين العربية والفرنسية، لكنها تكتب بالأولى أساسا.
أعدت بنت البراء بحوثا مكثفة في الشعر الموريتاني بشقيه الفصيح والشعبي. وبشكل أكثر تحديدًا، فقد درست فن «التبراع»، وهو شكل من أشكال القصيدة الغزلية التي يقتصر إنشاؤها وإنشادها على التجمعات النسائية فقط. قامت بترجمة بعض أعمالها إلى الفرنسية. نُشرت مجموعتها «ترانيم لوطن واحد» (أغاني لوطن الجميع) عام 1992، كما نشر كتابها «الشعر الموريتاني الحديث»، من 1970 إلى 1995 (الشعر الموريتاني الحديث: 1970-1995) في عام 1998. كما ترجمت بعض أشعارها إلى اللغة الإنجليزية. كما أصدرت كتابًا للأطفال بعنوان حكايات جدتي (حكايات جدتي) في عام 1997، وشاركت أيضًا في تحرير مجلد من الحكايات الشعبية. بنت البراء علم من أعلام الحياة الثقافية الموريتانية، وكثيرا ما تشارك بفاعلية في المهرجانات الأدبية في مواطن مختلفة من العالم العربي.

## المنشورات وتأثيرها
الشعر النسوي في موريتانيا بين لأصالة والتحديث : يعالج هذاالبحث تجليات تيمة الشعر النسوي في موريتانيا بين ماهو معاصر و ماهو حديث ، إن الساحة الشعرية الموريتانية أنجبت شاعرات كان لهن الفضل في التأثير في الحركة الشعرية العربية، و من أبرزها الشاعرة (مباركة باته بنت البراء) حيث وجدت نفسها وجها لوجه مع الواقع الجديد للشعر العربي الحديث، التي عبرت من خلاله عن قضايا المجتمع الموريتاني، الذي يعتبر من المواضيع التي لم تتناوله الدراسات النقدية الموريتانية الحديثة. إذ أن هذه الدراسة توصلت إلى أن الشعر النسوي في موريتانيا مازال - في نظرنا- بحاجة إلى دراسة نتخذها المنطلق والمرجع، وتقتصر حدود محاولتنا على استنطاق بعض الأمثلة وتقديم ملاحظات الهدف منها إثارة فضول معرفي قد يفضي إلى دراسة علمية رصينة. #SheSaid